# مطاوع (اسم)
مطاوع هو اسم علم مذكر من أصل عربي، ومعناه هو المنقاد المطيع المنفذ السهل القياد المتجاوب اللين المعاملة.

## شخصيات تحمل الاسم
- مطاوع عويس (ممثل مصري، 6 أغسطس 1929 – 1 ديسمبر 2015)

## وصلات خارجية
- موسوعة السلطان قابوس لأسماء العرب